# Aung San Suu Kyi
Aung San Suu Kyi (birm. အောင်ဆန်းစုကြည် /aʊ̀̃ sʰá̃ sṵ ʧì/; ur. 19 czerwca 1945 w Rangunie) – birmańska polityczka i wieloletnia opozycjonistka. Córka generała Aung Sana, który walczył o niepodległość Birmy i wynegocjował ją w rozmowach z Wielką Brytanią w 1947 roku. Laureatka Pokojowej Nagrody Nobla z 1991 roku. Założycielka Narodowej Ligi na rzecz Demokracji, w latach 1988–2011 sekretarz generalna, od 2011 jej przewodnicząca. Od 30 marca 2016 minister spraw zagranicznych i szefowa kancelarii prezydenta w administracjach Htin Kyawa i Win Myinta, od 6 kwietnia 2016 do 1 lutego 2021 szefowa rządu. 1 lutego 2021 aresztowana podczas wojskowego zamachu stanu.

## Imię
Imię Aung San Suu Kyi można przetłumaczyć jako „dziwny zbiór błyskotliwych zwycięstw” (strange collection of brilliant victories). Znamienny jest wybór członów jej imienia, gdzie Kyi odziedziczyła po matce i Suu po babce oraz Aung San po ojcu. Z czterech członów jej pełnego imienia to właśnie ten trzeci – Suu był najważniejszy, bo osobisty. Dwa pierwsze człony (အောင် /aʊ̀̃/ – zwycięski, ဆန်း /sʰá̃/ – niezwykły) imienia otrzymała po ojcu, trzeci (စု /sṵ/ – zbierać) pochodzi od babki ze strony ojca i jednocześnie wiąże się dniem urodzenia – wtorkiem, a czwarty (ကြည် /ʧì/ – radosny, czysty) odziedziczyła po matce. Zgodnie z birmańską tradycją jako mężatka ma prawo przed nazwiskiem stawiać tytuł Daw (ဒေါ် /dɔ̀/ – Pani). W swojej ojczyźnie nazywana jest Lady.

## Życiorys

### Rodzice
Aung San Suu Kyi jest trzecim dzieckiem Aung San i Khin Kyi. Jej ojciec Aung San, był działaczem politycznym często nazywanym ojcem birmańskiej niepodległości. Urodzony w 1915 roku we wsi Natmauk, koło Panganu, był szóstym dzieckiem w rodzinie. Wywodził się z prowincjonalnej, ubogiej szlachty birmańskiej, a jako szóste dziecko od początkowych lat życia musiał nauczyć się „jak walczyć o szacunek starszych od siebie i podporządkowywać ich swojej woli”. Dzięki swojej zaborczości, w wieku 18 lat przybył do stolicy Rangunu, aby tam podjąć naukę na Uniwersytecie Ranguńskim. W okresie studiów cały swój czas poświęcał na naukę. Na studiach dołączył do Związku Studentów Uniwersytetu Ranguńskiego. Już wcześniej wiedział, że jego głównym celem będzie uzyskanie niepodległości Birmy. W 1930 roku wraz z innymi thakinami – podobnymi do niego lewicującymi studentami z awansu społecznego, założył stowarzyszenie Dobama Asiayone (My, Birmańczycy), którego celem było wyrwanie Birmy z kolonialnych więzi. W 1936 roku podczas strajków studenckich Aung San stał się rozpoznawalny w szerszym gronie i rozpoczął swoją karierę polityczną. Jednym z założeń thakinów było organizowanie strajków, połączone z tworzeniem oddolnych paramilitarnych ugrupowań. Druga wojna światowa przerwała działania thakinów, a sam Aung San oraz jego towarzysze mieli trafić do aresztu. Aung San zdołał ukryć się, a 14 sierpnia 1940 uciekł z Birmy i przedostał się do chińskiego miasta Xiamen, które wtedy było pod okupacją japońską. Tam rozpoczął działalność polityczną, sprzymierzył się z Japończykami i snuł plany przejęcia Birmy z rąk Brytyjczyków. W 1942 oddziały Birmańskiej Armii Wyzwoleńczej (BIA) wraz z Japończykami rozgromiły Brytyjczyków i opanowały Birmę. Szybko po tym Aung San stał się ludowym przywódcą, jednak bez realnej władzy podczas ciężkich lat okupacji japońskiej. Sam Aung San szybko zrozumiał, że osiągnięcie niepodległości będzie dłuższym procesem. Stworzył własną armię i chronił ją przed japońskim nadzorem. Oddalając się chwilowo od sceny politycznej, poznał swoją przyszłą żonę Khin Kyi, pochodzącą z rodziny Myangmaya w delcie Irwadi. Khin Kyi była przełożoną pielęgniarek w ranguńskim szpitalu, gdzie właśnie poznała Aung Sana.
Gdy sytuacja na scenie politycznej zaczęła się pogarszać, Aung San powrócił do aktywnej polityki z nowym planem strategicznym. Miał mianowicie stanąć po stronie aliantów, przyjmując strategiczne udawanie lojalności wobec Japończyków. Już od grudnia 1943 utrzymywał kontakty z Brytyjczykami, a 22 marca 1945 wraz z nimi zaatakował Japończyków, którzy nie spodziewając się ataku szybko ponieśli klęskę. Był to również ważny rok dla samego Aung Sana, któremu urodziło się trzecie dziecko, a pierwsza córka, Aung San Suu Kyi. Poza życiem prywatnym, zaczynał stopniowo nabierać pewności siebie, co dało się zauważyć w przełomowej dla jego kariery mowie politycznej z 20 stycznia 1946. Dotarł do dużej liczby ludności przemawiając przed pagodą Szwegadon – najświętszym miejscem Rangunu. W jego 3,5-godzinnej przemowie dał jednoznacznie do zrozumienia kolonizatorom o początku podjęcia walki o niepodległość.
Po wojnie zmienił swoje poglądy ideologiczne i stał się demokratą, chociaż jego nadrzędny cel zawsze był niezmienny: niepodległość Birmy. W wyniku negocjacji w Londynie w styczniu 1947 Birma zyskała obietnicę niepodległości. Aung San nie doczekał wyzwolenia z rąk kolonizatorów, gdyż w 1946 na posiedzeniu gabinetu w ranguńskim Sekretariacie zginął w zamachu „niezidentyfikowanej uzbrojonej bandy”.
Ostatecznie Birma uzyskała niepodległość dnia 4 stycznia 1948 roku, a rocznica jest narodowym świętem Birmańczyków. Żona Aung Sana nie wyszła za mąż ponownie.

### Młodość Aung San Suu Kyi
Aung San Suu Kyi straciła ojca w wieku dwóch lat i sama słabo pamięta jego osobę. Jednakże dzięki matce Khin Kyi, która zawsze pielęgnowała pamięć o mężu, Aung San Suu Kyi z podziwem wspominała ojca i nie raz mówiła, że chciała tak jak on zostać generałem i służyć ojczyźnie.
Urodzona podczas okupacji japońskiej 19 czerwca 1945 wraz ze swoimi braćmi, matką i dziadkiem wychowywała się w Rangunie. Po śmierci Aung San, rolę ojca przejął kochający i pobłażliwy dziadek ze strony matki, U Pho Hyunin. Dorastała w tolerancyjnym domu, gdzie buddyzm i chrześcijaństwo koegzystowały ze sobą. Najważniejszą osobą dla młodej Aung San Suu Kyi, na pewno była jej matka Khin Kyi, która zawsze miała decydujący wpływ na osobowość córki. To dzięki matce Suu Kyi odziedziczyła stanowczość, wytrwałość czy niezmienność postanowień. Po śmierci męża Khin Kyi objęła stanowisko dyrektorki Narodowej Komisji ds. Opieki nad Kobietami i Dziećmi, co rozpoczęło jej długą karierę w służbie cywilnej. Matka Suu Kyi ponad dekadę udzielała się w największych placówkach rządowych w Birmie, a dzięki jej działalności sama Suu „od dzieciństwa obracała się wśród establishmentu, chodziła do elitarnych szkół, a następnie studiowała w Oksfordzie”. Współcześnie Aung San Suu Kyi jest ostatnią przedstawicielką birmańskich postkolonialnych elit lat 50. XX wieku.
Gdy w 1962 roku doszło do zamachu stanu przez junty wojskowe, wszelkie nadzieje na kontynuacje budowy nowoczesnej zintegrowanej ze światem Birmy legły w gruzach. Wśród elit budujących „Nową Birmę” była między innymi matka Suu Kyi, która służbę społeczną zawsze wiązała z wychowaniem dzieci. Chociaż Aung San Suu Kyi wychowywała się w uprzywilejowanej rodzinie to i tak nie była wychowywana w luksusie. Matce zależało, aby nie rozpuścić córki oraz wychować ją na wytworną młodą damę. Mała Suu wolny czas swojego dzieciństwa najchętniej spędzała z młodszym bratem, Aung San Linem. Jej starszy brat Aung San Oo, często humorzasty i wyniosły, nie przepadał za zabawami z rodzeństwem. Od młodszych lat nie miała dobrych kontaktów ze starszym bratem, za to z młodszym zawsze znajdowała wspólny język. Był on towarzyszem jej zabaw i najlepszym przyjacielem. Jednakże bardzo niefortunne zrządzenie losu 16 stycznia 1953 roku skończyło beztroskie lata młodej Suu. Podczas zabawy z młodszym bratem wokół ogrodowego basenu, Suu nie upilnowała Aung San Lina, a ten utopił się w basenie podczas chwilowej nieobecności siostry. „Siedmioletnia Su po raz pierwszy w życiu poznała, co znaczy smutek”.
Po tak traumatycznym wydarzeniu Khin Kyi postanowiła przeprowadzić się z cała rodziną do otrzymanej od brytyjskiego rządu kupieckiej willi nad jeziorem Inya. W wieku 7 lat Suu Kyi podjęła naukę w katolickiej szkole im. św. Franciszka. Następnie mając 12 lat uczęszczała do najlepszej szkoły średniej Rangunu, Angielskiego Liceum Metodystów (MEHS), gdzie większość nauki odbywała się po angielsku, choć birmański był też przedmiotem obowiązkowym. Jako dziecko uwielbiała czytać, rzadko widziano ją bez książki w ręku. Gdy jej matka w 1960 została mianowana ambasadorem w Indiach. W wieku 15 lat młoda Suu wyjechała ze swojego kraju na kolejne 28 lat.

### Indie
Gdy w czerwcu 1960 Khin Kyi objęła stanowisko ambasadora Birmy w Indiach, zabrała ze sobą jedynie córkę Suu, a starszego syna posłała do szkoły z internatem w Anglii. Suu Kyi została posłana do najlepszej szkoły w mieście – Katolickiego Liceum Jezusa i Maryi ulokowanego na tyłach katedry Najświętszego Serca w Delhi. W elitarnej szkole poznała synów Indiry Gandhi, córki Nehru i jego następczyni Rajiva i Sanjaya. Naukę kontynuowała w najlepszym college’u w kraju Lady Shri Ram College, a tam za swoją specjalność wybrała nauki polityczne. Jak twierdzi jej koleżanka z lat liceum – Malavika, wcale nie przepadała za tym kierunkiem, a wybrała politologie z poczucia obowiązku wobec matki. W college’u została przewodniczącą klubu dyskusyjnego, gdzie razem z innymi dziewczętami oddawała się szalonym akademickim dyskusjom. Tam też odkryła bogatą spuściznę kultury i literatury indyjskiej oraz zapoznała się z ideałami politycznymi. Głównie jej uwagę przykuł gandyzm, który stał się jej wielką fascynacją. To właśnie w college’u zapoznała się z myślą „duchowego ojca niepodległości Indii”. Głównie zachwyciła ją koncepcja satjagrahy: walki politycznej bez użycia przemocy za pomocą biernego oporu i obywatelskiego nieposłuszeństwa. Zetknięcie się z gandyzmem, będzie mieć dla Suu Kyi dalekosiężne konsekwencje, a podziw dla zasady non-violence będzie podstawą jej licznych prac naukowych, co w ostateczności będzie miało duży wpływ na jej przyszłą wizje polityczną.
W 1964 Suu Kyi ukończyła college i stanęła przed ważnym wyborem jaką obrać drogę w życiu. Dowiedziawszy się o krytycznej sytuacji w Birmie, nie widziała siebie w tych realiach, a na pewno nie w tamtym momencie jej życia. Postanowiła zatem studiować za granicą w Wielkiej Brytanii, gdzie dostała się na Oksford na wydział nauk politycznych.

### Wielka Brytania
Wyjazd na studia do Wielkiej Brytanii był pierwszym zderzeniem Suu Kyi ze światem Zachodu, który wcześniej znała jedynie z lektur i opowieści. W roku 1964, jako dojrzała dziewiętnastolatka dotarła do Anglii. Sam Oksford poza wspaniałymi wspomnieniami i latami nauki dał jej anonimowość, na którą nigdy nie mogła liczyć w Azji. Otóż sława jej ojca nie dotarła do Anglii. Na studiach była jedyną osobą pochodzenia birmańskiego, co „nauczyło ją cenić rodzaj ludzki, (...) szanować wszystko, co najlepsze w ludzkiej cywilizacji”.
Okres wakacyjny młoda Suu Kyi spędzała u matki w Delhi, odwiedzając Rangun w rocznicę śmierci ojca. W trakcie studiów wybrała się również na wakacje do Algierii, aby odwiedzi przyjaciółkę rodziny, Ma Than E. Wtedy właśnie w 1965 roku po raz pierwszy zetknęła się z szerszym zjawiskiem politycznym zachodzącym w obszarze Trzeciego Świata, gdzie z rąk pierwszego pokolenia działaczy niepodległościowych władzę przejmowała nowa generacja przywódców. Często o poglądach bardziej nacjonalistycznych, zazwyczaj brutalnych i bezwzględnych. Pochodzili oni z niższych warstw i wywodzili się z szeregów wojska. Sama Suu Kyi miała się wkrótce przekonać o swojej rodzinnej Birmie oraz birmańskim dyktatorze, generale Ne Win, który był kwintesencją nowej generacji przywódców.
Po studiach Suu Kyi przez kolejne dwa lata pozostała w Wielkiej Brytanii. Po uzyskaniu dyplomu Suu wróciła do Londynu. Tam zamieszkała w domu Gore-Boothów, do których często jeździła na weekendy podczas studiów. Z czasem rodzina ta, stała się jej drugim domem. Jej gospodarze mieli czwórkę dzieci – dwie córki i dwóch synów. Podczas wizyty kolegi jednego z synów Gore-Boothów, Aung San Suu Kyi poznała swojego przyszłego męża – Michaela Aris. Był on Brytyjczykiem, wybitnym tybetologiem. W ówczesnych czasach związek Birmanki z Brytyjczykiem był tematem tabu, a w szczególności dla córki antybrytyjskiego powstańca. Początkowo ich znajomość była daleka od planów małżeństwa. Gdy Suu Kyi wyjechała na zachód do Ameryki, Michael wyruszył do Azji. Przez trzy lata para utrzymywała jedynie listowny, nieregularny kontakt. Sama Suu dostała pracę w Nowym Jorku w ONZ, w którym została trzy kolejne lata. Utrzymując korespondencję z Michaelem, zgodziła się odwiedzić go w Azji, w której też przyjęła jego zaręczyny. Pobrali się 1 stycznia 1972 w Londynie w trakcie buddyjskiej ceremonii urządzonej w domu Gore-Boothów.
Po ślubie zamieszkali w Bhutanie. Su nie miała stałego zajęcia, jej mąż natomiast był nauczycielem w rodzinie królewskiej. Po 8 miesiącach Suu zaszła w ciążę i wróciła do Anglii. 12 kwietnia 1973 roku urodziła syna Aleksandra (o birmańskim imieniu: Myint San Aung). Cztery lata później na świecie pojawił się drugi syn Michaela i Suu. Otrzymał angielskie imię Kim oraz birmańskie Htein Lin.
Po urodzeniu dzieci Suu początkowo zajęła się domem. Z czasem jednak pomagała mężowi w pracy, głównie współredagowała artykuły. Następnie zatrudniła się w oksfordzkiej Bibliotece Bodlejańskiej.  Na początku lat 80. zaczęła spełniać swoje dziecięce marzenia i została pisarką. Pierwszą książkę wydała w 1984, była to biografia jej ojca. Kolejne książki były głównie o tematyce turystyczno-podróżniczej.
Po długich staraniach Suu dostała się ponownie na studia i tam rozpoczęła pracę magisterską z filozofii na podstawie współczesnej literatury birmańskiej. W ramach studiów pojechała 1 października 1985 roku do Japonii na ośmiomiesięczne stypendium. Tam poznała wielu birmańskich studentów, którzy wysławiali się o kraju w podobnym duchu: nostalgii, nacjonalizmu oraz szacunku do jej ojca. Tam zaczęła dostrzegać swoje silne pragnienie zostania politykiem.

## Działalność polityczna

Spotkanie z prezydentem Stanów Zjednoczonych Barackiem Obamą, 19 września 2012

W kwietniu 1988 matka Suu Kyi, Khin Kyi miała wylew, co spowodowało natychmiastową wizytę Suu Kyi w Rangunie. W pojedynkę zajmowała się matką, „dosłownie zamieszkała w szpitalu”. Podczas opieki, na ulicach miasta coraz częściej dochodziło do zamieszek. 18 marca przez Rangun przeszło tysiące osób, które w brutalny sposób zostały potraktowane przez armię. Prócz gniewu wobec rządu, dodatkowym czynnikiem budzącym niezadowolenie wśród Birmańczyków było nadanie państwu przez ONZ statusu „najmniej rozwiniętego państwa świata”, co stanowiło ogromną ujmę dla narodu. To, co Suu Kyi zobaczyła zza szpitalnego okna, umocniło ją w przekonaniu o wejściu do polityki. Jednak na pierwszym miejscu pozostawała kwestia opieki nad matką, którą przeniesiono do domu przy ulicy Uniwersyteckiej 54.
Niedługo później ówczesny dyktator, Ne Win postanowił zrezygnować, skutkiem czego była decyzja Suu Kyi o „próbie walki o tron”. Ludność birmańska zaczęła zwracać się w ku nieżyjącemu dawnemu bohaterowi narodowemu – Aung Sanowi, był to kolejny sygnał dla Suu Kyi o potrzebie interwencji w kraju. Jej dom stał się obiektem pielgrzymek, które sprowadzały lekarzy, nauczycieli, pisarzy, mnichów i wielu innych. Wszyscy zwracali się z prośbą o pomoc w walce z reżimem. Początkowo Suu Kyi nie angażowała się w demonstracje i protesty. Apogeum demonstracji nastąpiło 8 sierpnia 1988, dokładnie 8 minut po godzinie 8, stąd nazwa „rewolucji 8888”. Szacuje się, że zamieszki pochłonęły od 2000–4000 osób. Suu Kyi wysłała oficjalne pismo do sekretarza Rady Państwa z propozycją utworzenia Ludowego Komitetu Doradczego. W liście również stwierdziła, że w kraju narasta „sytuacja o okropieństwie niespotykanym od czasów uzyskania niepodległości przez Birmę”.
Jej pierwsze kroki w polityce miały bazować na roli mediatora pomiędzy rządem a protestującym, co okazało się być genialnym posunięciem ukazującym Suu Kyi jako intuicyjnego polityka. Sytuacja w państwie z dnia na dzień stawała się coraz bardziej niebezpieczna. Miasta opustoszały, drogi były puste, paraliż ogarnął wszystkie instytucje. 24 sierpnia Aung San Suu Kyi po raz pierwszy wystąpiła publicznie i zaprosiła wszystkich obywateli na przemowę pod kultową świątynią Szwedagon. Zaniepokojony sytuacją rząd, rozpoczął na masową skalę dystrybucję ulotek, które oczerniały Suu Kyi. Mimo usilnych działań, przemowa osiągnęła rekordy popularności (jak źródła donoszą, obecnych mogło być nawet do 1,5 miliona obywateli). Główne przesłanie uświadomiło wszystkim jedno – Suu Kyi była urodzoną przywódczynią i jej walka o wolną, demokratyczną Birmę nie ustanie. Jednak nie było pewności czy obejmie stanowisko głowy państwa, rząd systematycznie podjudzał naród, angażując armię w walkę przeciwko córce bohatera narodowego. Brak lidera w państwie manifestował się pogarszającą sytuacją gospodarczą, zaczęło brakować żywności, a przemoc docierała niemal wszędzie. Od sierpnia do września zamieszki i niestabilność polityczna angażowała Suu Kyi. Nadal zachowawczo podchodziła do negocjacji z rządem, które niezmiennie odbijały się echem.

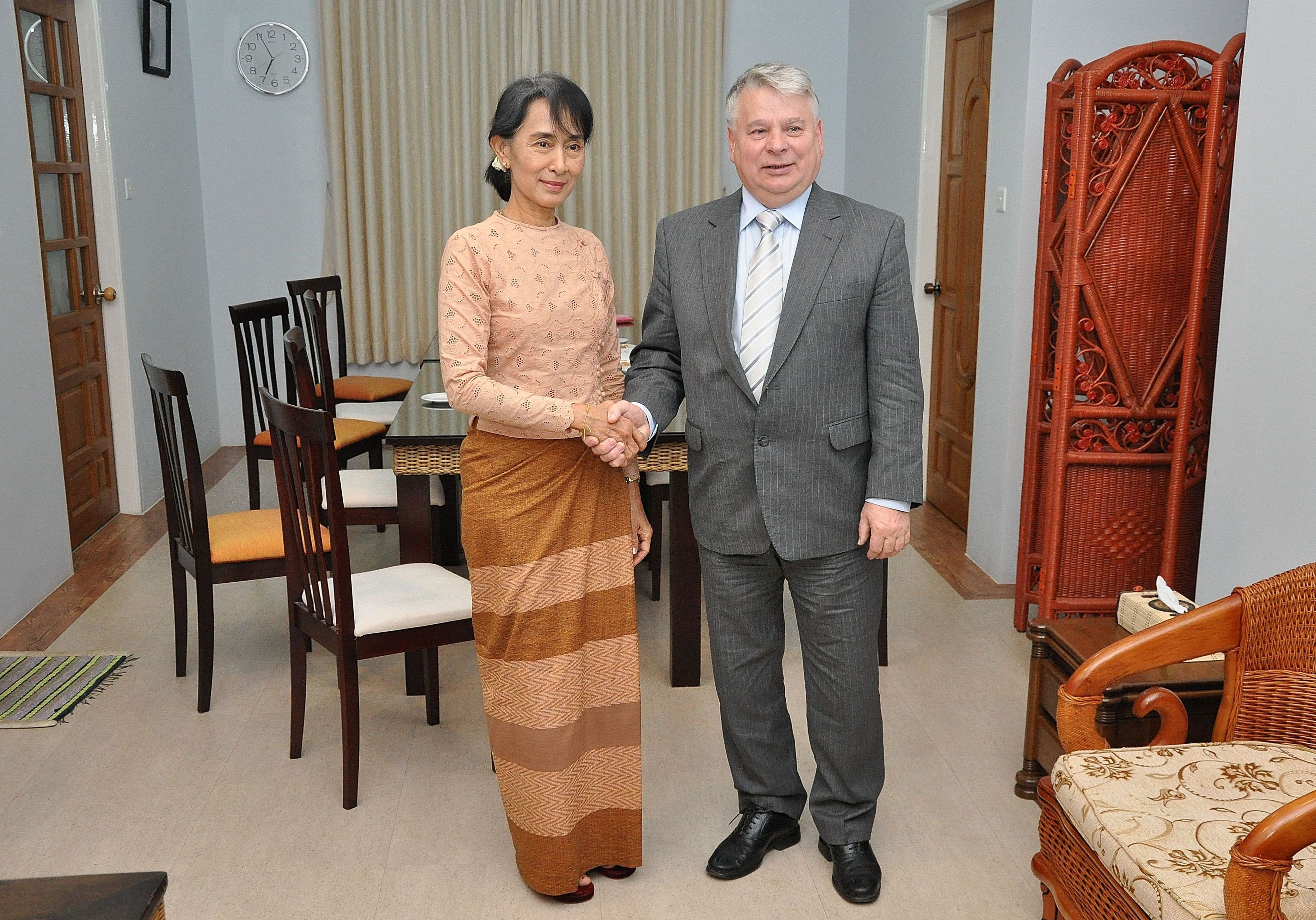
Spotkanie z marszałkiem Senatu RP Bogdanem Borusewiczem, 25 października 2012

18 września ogłoszono stan wojenny. Fala niezadowolenia, która przetoczyła się przez miasto, tym razem została skutecznie okiełznana przez przygotowaną armię. Zginęło około tysiąca osób, w tym studentów Armia na nowo objęła władzę.
Generał Ne Win ustąpił, powstały partie opozycyjne, m.in. Narodowa Liga na rzecz Demokracji (NLD), w której Suu Kyi została mianowana sekretarzem generalnym. W wyborach w 1990 NLD uzyskała 80,82% miejsc w parlamencie, lecz wynik wyborów nie został uznany przez reżim wojskowy.
Aung San Suu Kyi została aresztowana jeszcze w czasie kampanii wyborczej i w latach 1989–1995 przebywała w areszcie domowym, w swym domu rodzinnym przy University Road 52 w Rangunie. Po zwolnieniu władze zachęcały ją do dołączenia do rodziny w Wielkiej Brytanii, ale nie zdecydowała się na to, wiedząc, że nie pozwolą jej na powrót. W tym czasie mąż, chory na raka, ubiegał się o możliwość przyjazdu do Birmy, ale nie uzyskał zgody.
W latach 2000–2010, z przerwą od maja 2002 do maja 2003, ponownie przebywała w areszcie domowym. W sierpniu 2009 została postawiona przed sądem za złamanie zasad odbywania aresztu domowego i skazana na 3 lata więzienia, pod naciskiem opinii publicznej zamienione na kolejne 18 miesięcy zamknięcia w domu.

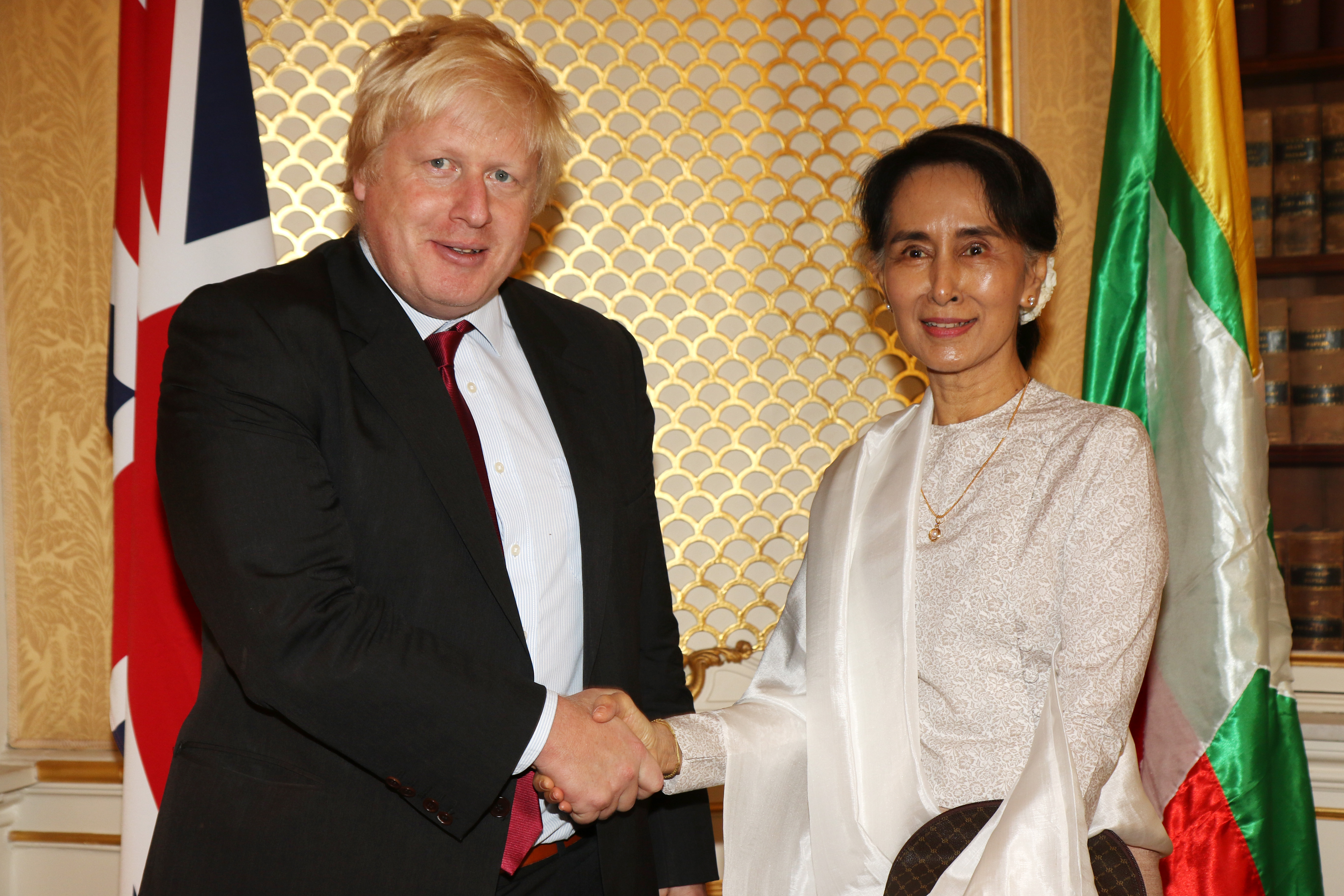
Aung San Suu Kyi i Boris Johnson, 12 września 2016

W 2003 roku władze dokonały nieudanego zamachu na jej życie.
Opowiadała się za bezkrwawym przewrotem i narodowym pojednaniem z racji czego nazywana była „birmańskim Gandhim”. Była zwolenniczką dialogu pomiędzy juntą a opozycją, czego dowiodła w roku 2000 prowadząc z generałami negocjacje w sprawie stopniowego wycofania się wojskowych z życia politycznego i oddania władzy w ręce demokratycznie wybranego rządu, ale rozmowy te nie przyniosły spodziewanego przełomu.
Przetrzymywanie Suu Kyi w areszcie domowym stało się jednym z powodów niedopuszczenia Birmy do przewodniczenia grupie państw ASEAN. Zgodnie z przyjętym porządkiem miała ona objąć tę funkcję w 2006.
W 2011 rozpoczął się proces demokratyzacji Birmy. Wówczas po prawie 50 latach rządów junty wojskowej, władza trafiła w ręce cywilów. Spowodowało to ocieplenie stosunków Birmy na arenie międzynarodowej i zawieszenie sankcji gospodarczych na ten kraj. Nowy prezydent Thein Sein rozpoczął rozmowy z demokratyczną opozycją, przede wszystkim z główną opozycjonistką Aung San Suu Kyi i zapowiedział dalsze reformy. W styczniu 2012 osiągnięto zawieszenie broni z mniejszościami etnicznymi, zwolniono setki więźniów politycznych i przywrócono legalność opozycyjnej NLD.
W związku z transformacją polityczną, zezwolono Aung San Suu Kyi na start w wyborach do parlamentu. W uzupełniających wyborach parlamentarnych 1 kwietnia 2012 jej partia zdobyła łącznie 43 z 45 mandatów będących do obsadzenia (pozostałe 664 miejsc pozostało bez zmiany). 2 maja 2012 została zaprzysiężona jako deputowana do parlamentu.
W 2016 została premierem. Funkcję sprawowała do zamachu stanu z 1 lutego 2021, kiedy została wraz z innymi politykami partii rządzącej aresztowana przez wojsko.

## Nagrody, wyróżnienia, kultura masowa

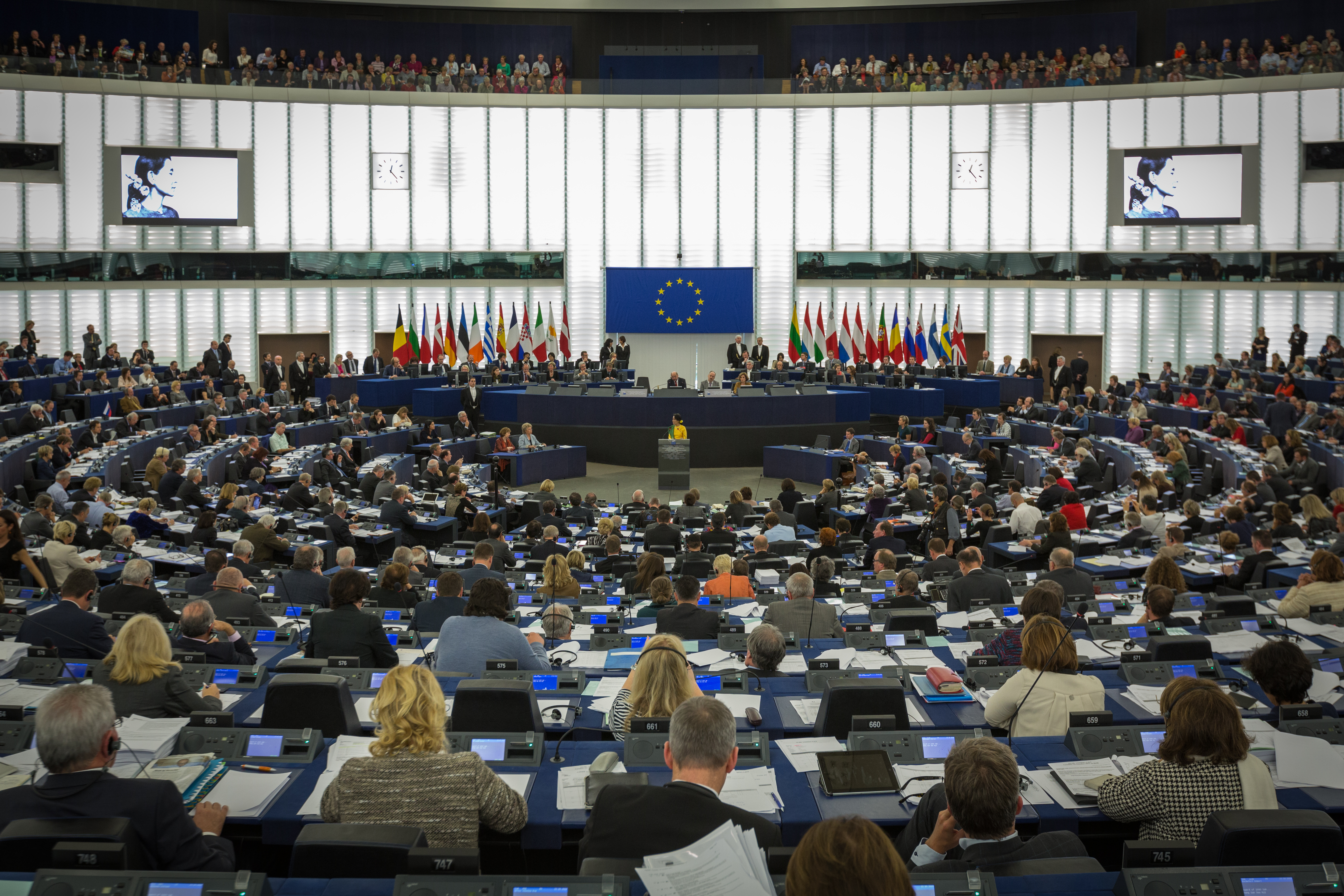
Wręczenie Nagrody Sacharowa w Parlamencie Europejskim, 22 października 2013

W 1990 została laureatką Nagrody im. Sacharowa przyznawanej przez Parlament Europejski bojownikom o prawa człowieka a w 1991 została uhonorowana Pokojową Nagrodą Nobla. Obie nagrody mogła odebrać po ponad 20 latach: 15 czerwca 2012 przyjechała do Oslo, aby wygłosić uroczyste przemówienie przed Komitetem Noblowskim, a 22 października 2013 podczas sesji Parlamentu Europejskiego odebrała Nagrodę Sacharowa.
W 1992 UNESCO przyznała jej Nagrodę im. Simóna Bolívara, a w 1993 władze Indii przyznały jej Nagrodę im. Jawaharlala Nehru.
W 1997 nadano jej tytuł doktora honoris causa Uniwersytetu Karola.
W grudniu 2000 prezydent USA Bill Clinton przyznał jej Medal Wolności.
W 2001 grupa U2 zadedykowała jej piosenkę Walk On.
Aby zwrócić uwagę młodzieży europejskiej na los Aung San Suu Kyi telewizja MTV przyznała jej nagrodę Free Your Mind (2003) połączoną z kampanią medialną promującą wysyłanie listów i maili do ambasady Birmy.
W 2005 została laureatką Nagrody im. Olofa Palmego.
W 2007 otrzymała honorowe obywatelstwo Kanady. W 2018 roku parlamentarzyści kanadyjscy, odebrali jej nadane w 2007 honorowe obywatelstwo tego kraju.
W roku 2009 otrzymała tytuł ambasadora sumienia Amnesty International. W 2018 roku nagroda ta została jej jednak odebrana ze względu na postawę wobec ludobójstwa muzułmanów z grupy Rohingja i ograniczenie wolności słowa od czasu objęcia przez nią stanowiska premiera.
W 2011 roku na ekrany kin wszedł film Luca Bessona „Lady” inspirowany biografią Aung San Suu Kyi.
19 września 2012 roku z rąk prezydenta USA Baracka Obamy odebrała Złoty Medal Kongresu, przyznany jej w 2008 roku.
W 2012 Foreign Policy przyznał jej pierwsze miejsce w gronie 100 najbardziej wpływowych osób świata.
10 września 2020 roku, decyzją Parlamentu Europejskiego, przyznana jej Nagroda Sacharowa została zawieszona, a Aung San Suu Kyi została wykluczona z wszelkiej działalności lauretów nagrody. Przyczyną była bierna postawa wobec zbrodni dotykających społeczność Rohingja w Mjanmie.

## Wizyta w Polsce
We wrześniu 2013 Aung San Suu Kyi przyjechała do Polski na zaproszenie Lecha Wałęsy oraz marszałek Sejmu, Ewy Kopacz. Podczas dwudniowego pobytu w Warszawie m.in. została przyjęta w Belwederze przez prezydenta Bronisława Komorowskiego, który wręczył jej kopię tablic z 21 postulatami strajkujących w sierpniu 1980 w Stoczni Gdańskiej, spotkała się z marszałkami Sejmu i Senatu oraz Lechem Wałęsą, a w kolacji wydanej na jej cześć udział wziął premier Donald Tusk.
Wygłosiła także otwarty wykład na Uniwersytecie Warszawskim w ramach cyklu Kapuściński Development Lectures, organizowanego przez Instytut Lecha Wałęsy, Uniwersytet Warszawski, Komisję Europejską i UNDP. Kolejnymi etapami jej wizyty w Europie były Czechy i Węgry.

## Pacyfikacja Rohindżów
W drugiej połowie 2016 oddziały armii birmańskiej rozpoczęły pacyfikację leżących w zachodniej części kraju regionów zamieszkałych przez muzułmańską mniejszość Rohindżów. Birma została w roku 2017 oskarżona przez społeczność międzynarodową o zbrodnie przeciw ludzkości, a Aung San Suu Kyi o to, że im nie zapobiegła. W 2018 roku parlamentarzyści kanadyjscy odebrali jej nadane w 2007 honorowe obywatelstwo tego kraju. W listopadzie 2018 Amnesty International odebrała Aung San Suu Kyi przyznaną jej w 2009 r. nagrodę Ambasadora Sumienia „wobec dokonanej przez przywódczynię Mjanmy haniebnej zdrady wartości, które kiedyś reprezentowała”.